# Шаралия
 Тази статия е за върха в Пирин.  За планината в Егейска Македония вижте Шарлия.  
Шаралия или Шарлия (2172 м) е връх в Пирин планина. Изграден е от мрамори. Разположен е в северните части на тесния скалист рид Курткая - крайно югозападно разклонение на обширното Синанишко странично било. Къс, обрасъл с клек и бяла мура рид свързва Шаралия с разположения на изток връх Конски кладенец. На северозапад от Шаралия се отделя стръмния Грънчарски рид – вододел между реките Шаралийска и Разколска.
Югозападните и югоизточните склонове на върха са много стръмни и обрасли с трева, а северните – гористи. На югозапад от Шаралия ридът Курткая преминава в изключително тесен карстов ръб с отвесни северозападни и югозападни склонове в продължение на повече от 200 метра. Той оформя характерния изглед на Шаралия от местността Върбите или от съседния Конски кладенец.
Шаралия е най-високата кота на община Струмяни.

## Произход на името
Вероятно името на върха произхожда от думата шарли, (тур. şarli) – шуртящ. Под Шаралия, от Шаралийската пещера извира река, чийто шуртене се чува от върха. Друго обяснение свързва името му с характерния прошарен от клек мраморен склон на върха, откъм местността Върбите.

## Туристически маршрути
Върхът е в границите на национален парк Пирин, но до него не водят официални туристически маршрути с цветна маркировка. Единствената пътека догоре иде от долината на Разколска река. Шаралия е достъпен и откъм съседния Конски кладенец без пътека през клека, както и от югозапад по рида Курткая при голям риск от падане.